# 失踪 (1993年の映画)
『失踪』（しっそう、The Vanishing）は1993年のアメリカ合衆国のサイコスリラー映画。
オランダの作家ティム・クラベーの1984年の小説『失踪』を原作としたジョルジュ・シュルイツァー監督による1988年のオランダ映画『ザ・バニシング -消失-』を同じシュルイツァー監督でハリウッド・リメイクした作品である。
出演はジェフ・ブリッジスとキーファー・サザーランドなど。
JSB（WOWOW）放映時のタイトルは『失踪-妄想は究極の凶器』。

## ストーリー
恋人であるダイアンがサービスエリアで姿を消してから数年にわたりジェフは彼女を探してきた。その間リタという恋人ができるものの、ジェフはダイアン探しに没頭したため、リタはあきれていた。そして、あるとき、バーニーという大学の化学教師がダイアン失踪の犯人と名乗り、ジェフに近づいてきた。

## キャスト
カッコ内は日本語吹替
- バーニー・カズンズ: ジェフ・ブリッジス（菅生隆之） - 大学の化学教師。
- ジェフ・ハリマン: キーファー・サザーランド（堀内賢雄） - 作家志望の青年。
- リタ・ベイカー: ナンシー・トラヴィス（深見梨加） - ウェイトレス。ジェフの新しい恋人。
- ダイアン・シェイヴァー: サンドラ・ブロック（吉田美保） - ジェフの恋人。サービスエリアから失踪する。
- リン: パーク・オーヴァーオール（英語版）（水谷優子）
- デニース・カズンズ: マギー・リンダーマン（林玉緒） - バーニーの娘。
- ヘレン・カズンズ: リサ・アイクホーン（朝倉佐知） - バーニーの妻。
- アーサー・バーナード: ジョージ・ハーン（英語版）（水野龍司）
- ミス・カーマイケル: リン・ハミルトン（英語版）（片岡富枝）

その他の吹替
伊藤和晃、安達忍、野沢由香里、相沢恵子、喜田あゆ美、神谷和夫、松本大、幹本雄之

## 作品の評価
Rotten Tomatoesによれば、批評家の一致した見解は「『失踪』はドキドキハラハラさせられたオリジナル版の外形をコピーしているが、途中でスリリングな機能の多くを失っており、結局はアメリカの観客にお決まりの退屈なリメイクをもう1つ残しただけになっている。」であり、37件の評論のうち高く評価しているのは49%にあたる18件で、平均点は10点満点中5.18点となっている。
Metacriticによれば、17件の評論のうち高評価は4件、賛否混在は11件、低評価は2件で、平均点は100点満点中49点となっている。
また、allcinemaは「ローギアのまま静かに進み続けるサイコサスペンス。緩慢なのではない。怠惰でもない。しっかりと力を溜め込んでいるのだ。トップに入るのが、結局自己中心的な登場人物達の運命が収束する、決して心安らかと言えないクライマックスだとしても。」としている。